# Одесская гайдамацкая бригада
Одесская гайдамацкая бригада — армейское соединение армии УНР, созданное в Одессе в 1917 году.

## История
Вопрос о создании в Одессе украинизированной воинской части в составе Русской армии поднимался с самого начала революционных событий 1917 года в Российской империи, хотя в целом неудачно, многие военнослужащие и местные жители продолжали быть настроены пророссийски и поддерживали кого угодно, но только не украинскую Центральную Раду УНР. Идею создания украинизированных частей в Одессе поддерживала и газета «Рідний курінь», издававшаяся в Одессе на украинском языке одним из солдатских комитетов, а также, еврейские организации города.
Осенью 1917 года в Одессе, в составе Русской армии, были сформированы два украинизированных батальона (гайдамацких куреня), составившие позже Одесскую гайдамацкую бригаду (называли они себя гайдамаками в память об украинских народных повстанцах XVIII века). Одновременно создавались добровольческие вооружённые формирования, в которые вступали проукраински настроенные жители Одессы, её пригородов и окружающих сел.
В ноябре 1917 года, после Октябрьской революции в Петрограде и сформирования Генерального штаба армии УНР, из Киева пришёл приказ об украинизации штаба Одесского военного округа и назначении генерала Елчанинова его командующим. Одновременно с этим началось и формирование штаба Одесской гайдамацкой бригады (дивизии). Бойцы бригады носили сине-жёлтые ленты на фуражках.
В ноябре 1917 года общее количество украинизированных войск в Одессе составляло до 10 тысяч штыков и сабель. В их задачу входило несение караульной службы и поддержание порядка на улицах города. Штаб украинской бригады (дивизии), подчинявшейся Центральной Раде, располагался в помещении штаба Одесского военного округа (сейчас в нём находится управление Южного оперативного командования ВС Украины).
Начало декабря 1917 года было ознаменовано столкновениями большевиков-красногвардейцев с пропетлюровскими одесскими гайдамаками и юнкерами, которые в итоге завершились не в пользу Советов. В дальнейшем ситуация в городе несколько стабилизировалась, и даже некоторое время одесские петлюровцы и красногвардейцы несли службу по охране объектов и патрулирование совместно. Но это продолжалось недолго.
В январе 1918 года участились выступления большевиков против Центральной Рады и к концу января в Одессе была провозглашена Одесская советская республика в составе РСФСР, а гайдамаки-петлюровцы были вынуждены отступить на север и "самодемобилизоваться". В дальнейшем, часть бывших гайдамаков Одессы продолжила сражаться в составе украинской армии, другие присоединились к "красным" или белогвардейцам Деникина.